# Estación de San Jerónimo (Cercanías Sevilla)
San Jerónimo es una estación de ferrocarril situada en el Distrito Norte, en la ciudad española de Sevilla, en la comunidad autónoma de Andalucía. Forma parte de las líneas C-2 y C-5 de la red de Cercanías Sevilla.

## Situación ferroviaria
Las instalaciones se encuentran situadas en el punto kilométrico 1,9 de la línea férrea de ancho ibérico Sevilla-Huelva.

## Historia
Con anterioridad en la zona de San Jerónimo existió una estación de ferrocarril, conocida como Sevilla-Empalme, que servía como enlace entre las líneas Córdoba-Sevilla y Sevilla-Cádiz. Dicha estación sería demolida en la década de 1990, con la clausura del ramal que iba hasta Plaza de Armas. La actual estación fue abierta al público el 20 de febrero de 2012 con la puesta en funcionamiento de la C-2 de la red de Cercanías. Paralelamente se abrieron también las estaciones de Estadio Olímpico y de Cartuja. En total, los tres nuevos recintos supusieron una inversión de 52,4 millones de euros.

## Servicios ferroviarios

### Cercanías
Forma parte de las líneas C-2 y C-5 de la red de Cercanías Sevilla.
| procedencia/destino | < estación       | Línea | estación >          | destino/procedencia  |
| ------------------- | ---------------- | ----- | ------------------- | -------------------- |
| Cartuja             | Estadio Olímpico |       | Sevilla-Santa Justa | Sevilla-Santa Justa  |
| Benacazón           | Camas            |       | Sevilla-Santa Justa | Jardines de Hércules |